# 190-talet

## Händelser
- Hadrianus mur i Britannien förstörs delvis.

## Födda
- 192 – Gordianus II, kejsare av Rom.

## Avlidna
- 31 december 192 - Commodus, romersk kejsare.
- 199 - Galenos, grekisk läkare